# Джойи, Нкосинати
Нкосинати Джойи родился 21 мая 1983 года в городе Мданстайн, Восточно-Капская провинция, ЮАР. Является чемпионом мира по боксу в минимальном весе (до 47,6 кг или 105 фунтов) по версии IBO, в период с 2006 по 2008 года владел этим титулом, провёл 3 защиты титула. Позже оставил титул вакантным и стал чемпионом мира по версии IBF, провел две защиты титула с 2010 по 2012 года. По версии BoxRec на 1 августа 2020 года занимает 5 место (9.745 баллов) среди боксеров минимального веса и 625 место среди боксеров вне весовой категории.

## Карьера

### 2002 год
Дебютировал в боксе 28 апреля в городе Куинстауне, Восточно-Капская провинция (ЮАР), и выиграл первый бой единогласным решением судей с Далисизве Комани (0-0-1). 15 июня в городе Димбаза (Восточно-Капская провинция, ЮАР) выиграл нокаутом в 3 раунде у Махи Нохеле (1-0-1). Бой проходил в лимите первого наилегчайшего веса (до 49 кг или 108 фунтов). 24 августа в городе Ист-Лондон (Восточно-Капская провинция, ЮАР) выиграл нокаутом во втором раунде у Хуселекиле Джада (6-11-1). 14 декабря провел бой в родном городе, где выиграл нокаутом в 1 раунде у Сиябулела Межени (2-3-1). Проводил первые бои в минимальном и первом наилегчайшем весах.

### 2003 год
5 апреля в Ист-Лондоне (Восточно-Капская провинция, ЮАР) выиграл единогласным решением судей у Млунгиселели Хоколоши (13-3-1), бой прошел в минимальном весе. 2 августа в Ист-Лондоне (Восточно-Капская провинция, ЮАР) выиграл нокаутом во 2 раунде у непобежденного проспекта Сахумзи Мквадару (3-0-3). 6 декабря в Ист-Лондоне (Восточно-Капская провинция, ЮАР) провел третий бой, где выиграл нокаутом в 4 раунде у Эллиота Токона (3-3-2).

### 2004 год
21 февраля в Ист-Лондон (Восточно-Капская провинция, ЮАР) выиграл нокаутом во 2 раунде у Тхембинкоси Блоу (9-10-0). 24 апреля в Ист-Лондоне (Восточно-Капская провинция, ЮАР) выиграл свой первый титул в карьере, вакантный титул ЮАР в минимальном весе, выиграв нокаутом в 1 раунде у Мзикаюси Фослара (8-1-2). 16 июля в Порт-Элизабет (Восточно-Капская провинция, ЮАР) провёл первую защиту титула, выиграв во второй раз нокаутом, но уже в 1 раунде у Хуселекиле Джада (9-12-1). 28 августа провёл вторую защиту титула в городе Ист-Лондон (Восточно-Капская провинция, ЮАР), и выиграл единогласным решением судей (120—104 120—105 119—105) у Веле Маколо (25-22-2). Нкосинати прочно обосновался в минимальном дивизионе и вошел в топ боксерских рейтингов.

### 2005 год
Провёл две защиты и обе против одного боксера Маванды Синеко, оба боя проходили в Ист-Лондоне (Восточно-Капская провинция, ЮАР). Первый бой Нкосинати выиграл единогласным решением судей (119—109 118—111 120—108), но бой был таким равнозначным, что был назначен реванш, и 29 октября Нкосинати выиграл нокаутом в 6 раунде, доказав превосходство над оппонентом.

### 2006 год
1 апреля в Ист-Лондоне (Восточно-Капская провинция, ЮАР) в 5 раз защитил свой титул, выиграв нокаутом в 1 раунде у Тхулани Ндьямара (7-6-3). 22 сентября в Ист-Лондоне (Восточно-Капская провинция, ЮАР) в 6 раз защитил свой титул, выиграв нокаутом во 2 раунде у Тхобани Мбангени (8-1-0). 4 ноября в Кемптон-Парк (провинция Гаутенг, ЮАР) в андекарде боя за титул IBF во втором полулёгком весе (до 59 кг или 130 фунтов) между чемпионом Гарри Клаиром (37-3-2) и Малькольм Классеном (18-3-2), Нкосинати выиграл вакантный титул чемпиона мира по версии IBO в минимальном весе, выиграв нокаутом во 2 раунде филиппинца у Армандо де ла Круза (18-7-2).

### 2007 год
16 ноября в Порт-Элизабет (Восточно-Капская провинция, ЮАР) провел первую защиту титула, выиграв нокаутом в 1 раунде филиппинца у Габриэля Пумара (10-1-1).

### 2008 год
27 июня в Ист-Лондоне (Восточно-Капская провинция, ЮАР) провёл вторую защиту титула, выиграв нокаутом в 7 раунде мексиканца у Сэмми Гутьерреса (20-2-2). 22 ноября провёл третью защиту титула в родном городе Мданстайне, выиграв нокаутом во 2 раунде у трехкратного претендента на титул мексиканца Лоренсо Трехо (30-18-1) (в 2003 году проиграл титул WBO по очкам Ивану Кальдерону, в 2006 году проиграл титул WBC по очкам Иглу Кайове, и в 2007 году проиграл тот же титул, но нокаутом Эдгару Сосе).

### 2009 год
В начале года Нкосинати отказался от своего пояса и 26 июня в Ист-Лондоне (Восточно-Капская провинция, ЮАР) дрался за звание обязательного претендента на титул IBF против бывшего чемпиона этой же Организации, филиппинца Флоранте Кондеса (23-4-1). Нкосинати выиграл единогласным решением судей (120—107 120—107 119—108).

### 2010 год
26 марта в Ист-Лондоне (Восточно-Капская провинция, ЮАР) встретились два непобежденных боксера чемпион IBF мексиканец Рауль Гарсия (27-0-1) и претендент Нкосинати Джойи (20-0-0), Нкосинати выиграл все 12 раундов по единогласному решению судей (110—118 109—119 109—119). Нкосинати стал двукратным чемпионом мира по версии IBF.

### 2011 год
29 января в Бракпане (провинция Гаутенг, ЮАР) провёл первую защиту титула против бывшего чемпиона WBC, японца Катсунари Такаяма (24-4-0). Бой был признан не состоявшимся из-за рассечения в 1 раунде после столкновения головами.

### 2012 год
30 марта в Ист-Лондоне(Восточно-Капская провинция, ЮАР) провёл второй бой против японца Катсунари Такаяма(24-4-0) и выиграл его единогласным решением судей (116—111 117—110 116—111). После победы над ним Нкосинати стал лидером в минимальном дивизионе. 1 сентября в городе Гуасаве (штат Синалоа, Мексика) состоялся его первый бой за пределами ЮАР, который он проиграл впервые в карьере нокаутом в 7 раунде мексиканцу Марио Родригесу (14-6-4). 8 декабря в Ист-Лондоне (Восточно-Капская провинция, ЮАР) выиграл нокаутом в 1 раунде у аргентинца Уолтера Рохаса (19-2-1) и завоевал вакантный титул WBA International.

### 2013 год
15 июня в Кемптон-Парке (провинция Гаутенг, ЮАР) в андекарде боя за титул IBO во втором наилегчайшем весе между чемпионом Гидеоном Бутхелези (13-3-0) и Эдрином Дапудонг (29-5-0) Нкосинати дрался за титул IBO в минимальном весе с чемпионом Хекки Бадлером (22-1-0). Последний выиграл раздельным решением судей (112—116 Джойи 115—113 116—113 Бадлер), тем самым принеся второе поражение в карьере Нкосинати. 31 августа в Кемптон-Парке (провинция Гаутег, ЮАР) Нкосинати, перейдя в первый наилегчайший вес, выиграл нокаутом в 9 раунде у филиппинца Бенезера Алолода (12-4-4) и завоевал титул WBC International.

### 2014 год
1 февраля в Монте-Карло(Монако) в андекарде боя Геннадий Головкин — Осуману Адама, Нкосинати дрался за вакантный титул IBO в первом наилегчайшем весе, проиграл нокаутом в 3 раунде филиппинцу Рею Лорето (17-13-0), это было третье поражение в его карьере.

### 2015 год
23 марта в родном городе Нкосинати, за полторы минуты филиппинец Рей Лорето (20-13, 12 КО) нокаутом выиграл у Нкосинати Джойи (24-4, 17 КО). Таким образом, Лорето защитил звание чемпиона мира по версии IBO в первом наилегчайшем весе (до 49 кг).  Это было второе поражение Джойи подряд и четвертое в карьере. 4 сентября в Ист-Лондоне (Восточно-Капская провинция, ЮАР) Нкосинати выиграл нокаутом в 4 раунде у Синеземба Магибисела (9-6-2).

### 2016 год
22 апреля в Ист-Лондоне (Восточно-Капская провинция, ЮАР) выиграл единогласным решением судей у Луйанда Кванква (8-11-1). 20 ноября вернулся в минимальный вес и вышел драться за титул IBO против Симфиве Конко (16-5-0), Нкосинати проиграл единогласным решением судей (116—113 119—111 118—112), это было пятое поражение в его карьере. После этого он не выступал год.

### 2018 год
22 декабря в Ист-Лондоне (Восточно-Капская провинция, ЮАР) выиграл нокаутом в 7 раунде у непобеждённого Мфо Сефоро (7-0-1) и завоевал титул WBO Африки в первом наилегчайшем весе.

### 2019 год
28 апреля в Ист-Лондоне (Восточно-Капская провинция, ЮАР) выиграл единогласным решением судей (116—112 116—113 118—112) у непобежденного Нхланхла Туирха (4-0-0) и защитил свой титул. 27 июля в Ист-Лондоне (Восточно-Капская провинция, ЮАР) свёл в ничью бой с Сифамандла Балени (15-3-1). 16 декабря 26-летний Джоуи Каной (15-4-1, 8 КО) из Филиппин и 36-летний Нкосинати Джойи (29-5-1, 19 КО) разыграли вакантный титул чемпиона мира по версии IBO в минимальном весе (до 47,6 кг). Бой прошёл всю отведённую дистанцию, и завершился победой африканского экс-чемпиона мира: 117—111, 119—109 и 117—112. Нкосинати стал трехкратным чемпионом мира в минимальном весе.